# Hygrocybe spadicea
Hygrocybe spadicea (Giovanni Antonio Scopoli, 1772 ex Petter Adolf Karsten, 1879) din încrengătura Basidiomycota în familia Hygrophoraceae și de genul Hygrocybe, este o specie saprofită de ciuperci comestibile devenită în ultimii ani rară. O denumire populară nu este cunoscută. În România, Basarabia și Bucovina de Nord trăiește în grupuri mai mari sau mai mici pe sol acru prin pajiști și pășuni sărace în nutrienți, slab fertilizate, dar, de asemenea, la margini de pădure precum în poieni înierbate, adesea în asociație cu mușchi de pământ. Apare de la câmpie la deal, dar mai ales în munți pe pajiști montane, din (aprilie) mai până în noiembrie.

## Taxonomie

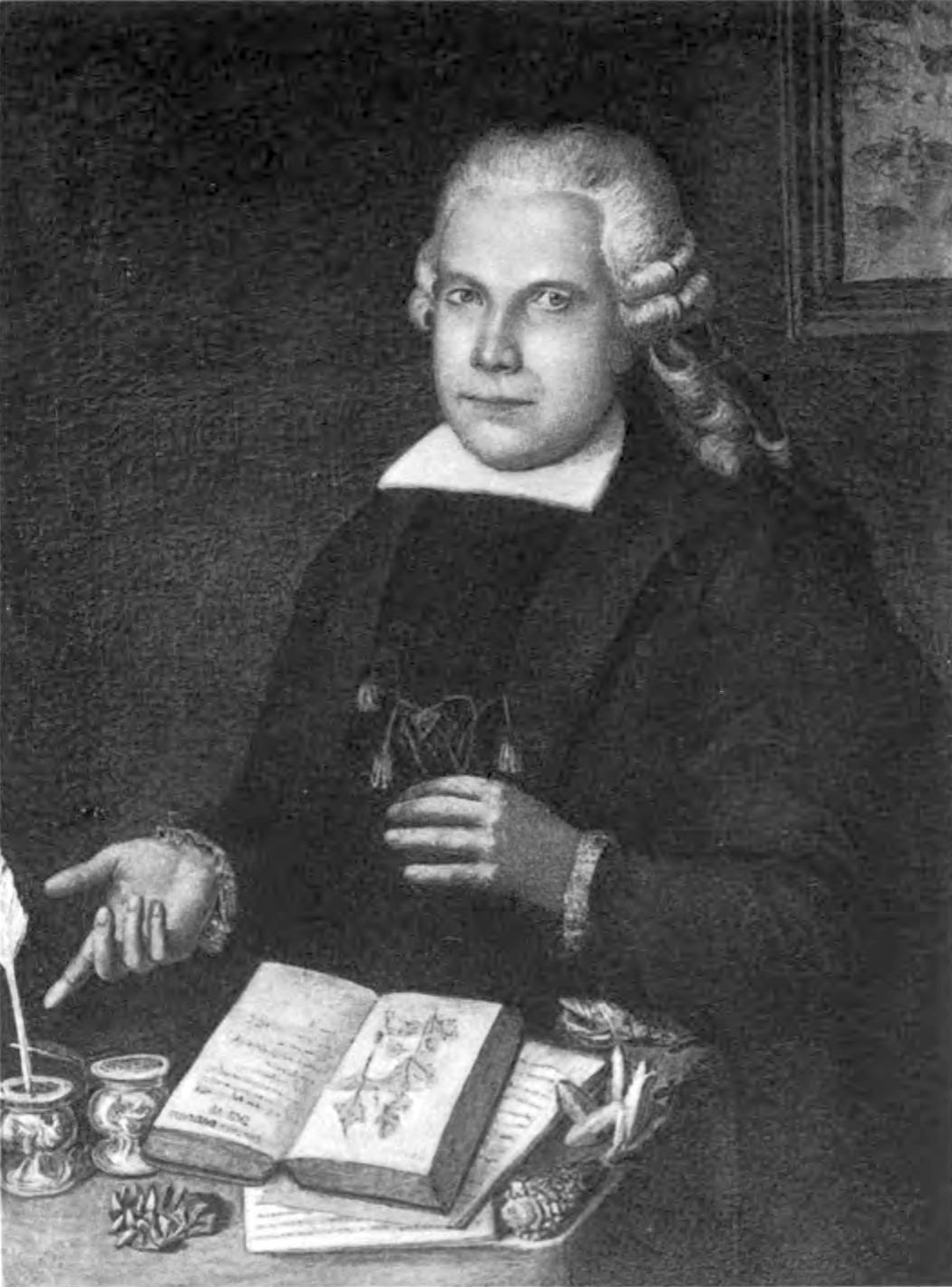
Giovanni A. Scopoli

Numele binomial Agaricus conicus a fost determinat de savantul italian Giovanni Antonio Scopoli ca Agaricus spadiceusus, în volumul 2 al operei sale Flora carniolica exhibens plantas Carnioliae indigenas din 1772. Apoi, în 1838, renumitul savant suedez Elias Magnus Fries a mutat specia la genul Hygrophorus sub păstrarea epitetului, în cartea sa Epicrisis systematis mycologici, seu synopsis hymenomycetum.
Dar, în 1879, micologul finlandez Petter Adolf Karsten a transferat ciuperca la genul Hygrocybe (ca Hydrocybe spadicea) datorită studiilor sale macroscopice și microscopice asupra acestui burete, de verificat în volumul 32 al jurnalului botanic Bidrag till kännedom af Finlands Natur och Folk, fiind și numele curent valabil (2023).
Cercetări moleculare din 2014, bazate pe analiza cladistică a secvențelor de ADN, au confirmat că Hygrocybe spadicea este o specie distinctă și aparține Hygrocybe în sens strict.
Toate celelalte încercări de redenumire precum variațiile descrise sunt acceptate drept sinonime.
Epitetul specific este derivat din cuvântul latin (latină spadix=castaniu, de culoarea curmalelor), aici folosit genitivul plural, datorită aspectului cuticulei.

## Descriere

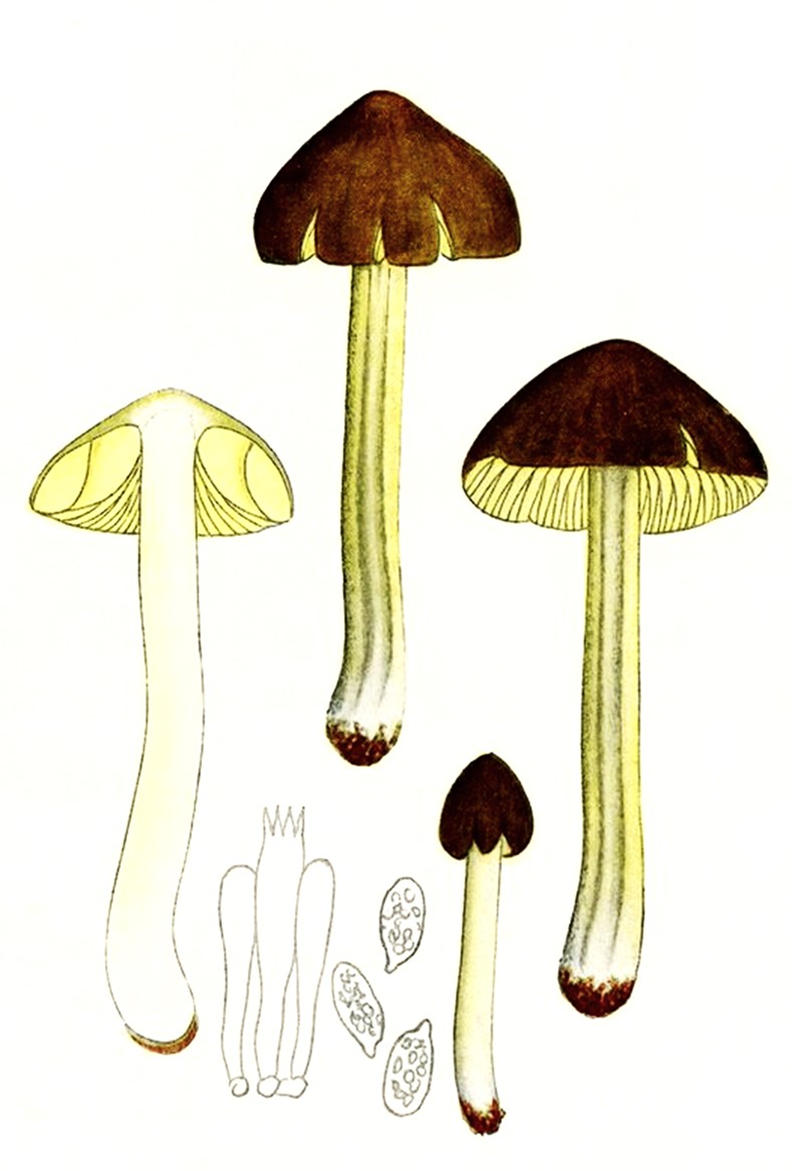
Bres.: Hygrophorus spadiceus

- Pălăria: destul de subțire, nehigrofană, cu un diametru de 3-5 (8) cm este inițial conică cu marginea subțire, apoi în formă de clopot, cu avansarea în vârstă mai întinsă, adesea despicată la margine, cu o cocoașă bine vizibilă în centru. Cuticula netedă, încarnată radial-fibros este în tinerețe ceva unsuroasă, apoi uscată și lucioasă, dar vâscoasă când este umed. Coloritul, în centru mai închis, poate fi ocru-brun, castaniu, brun-măsliniu, local cu un fundal galben, la secete chiar negricios.
- Lamelele: destul de groase și sub-distanțate până la îndepărtate, sunt ceroase, cu lameluțe bifurcate și intercalate, la început arcuit-concave, apoi bulboase, libere sau atașate cu un dinte la picior. Coloritul poate fi auriu, galben de lămâie sau portocaliu. Muchiile, la bătrânețe cu rupturi adânci, sunt ceva mai deschise, de un galben pal.
- Piciorul: fibros și gol pe dinăuntru cu o lungime de 4-8 (9) cm și o lățime de 0,4-1 cm este cilindric. Suprafața uscată este netedă, devenind cu avansarea în vârstă oarecum fibrilos-sulcată. Coloritul, la început galben, capătă mai târziu dungi verticale maronii. Un inel lipsește.
- Carnea:  fragedă și destul de subțire este gălbuie. Nu se decolorează după tăiere. Mirosul este neremarcabil, iar gustul blând.[3][4]
- Caracteristici microscopice: are spori gălbui, neamilozi, netezi, elipsoidali până la alungit ovoidali, de până la 30 % constrânși sau în formă de fasole, măsurând (8) 10 - (12) 15 x (5) 6-8 (9,5) microni. Pulberea lor este albă. Basidiile clavate cu predominant 4 sterigme fiecare, dar și  amestecate  cu unele de doar 1-3 spori au o dimensiune de (35) 45-50 (64) x 6 (8)-8 (12) microni. Pileipellis (cuticula), este o ixocutis groasă de 70-180 μm și largă de 2,5-9 μm de hife cu o pigmentație intracelulară brună până brun-gălbuie. Trama himenoforală este regulară cu elemente de până la 1000 μm lungime cu capete proeminente care apar la marginea lamelelor ca pseudocistide (hife asemănătoare cistidelor, de acea „pseudo”, care izvorăsc mult mai adânc în țesutul fungic interior). Cistidele (elemente sterile situate în stratul himenal sau printre celulele din pielița pălăriei și a piciorului, probabil cu rol de excreție) lipsesc. Stipitipellis (coaja tijei) este o cutis cu hife de 2-5 μm lărgime cu multe elemente terminale erecte și filiforme.[10][11][12]
- Reacții chimice: se pare că nu au fost analizate.

## Confuzii
Hygrocybe spadicea poate fi confundată de exemplu cu Hygrocybe coccineocrenata (fără valoare culinară), Hygrocybe intermedia, Hygrocybe psittacina sin. Gliophorus psittacinus, (fără valoare culinară, pălăria are diametru mai mic de 1-4 cm, foarte vâscoasă, cu un colorit verzui până la galben-verzui cu carne albă și nuanțe verzuie, miros imperceptibil și gust blând), dar, de asemenea, cu otrăvitoarele Hygrocybe conica și Hygrocybe nigrescens care înnegresc la bătrânețe, leziune sau tăiere.

## Specii asemănătoare în imagini

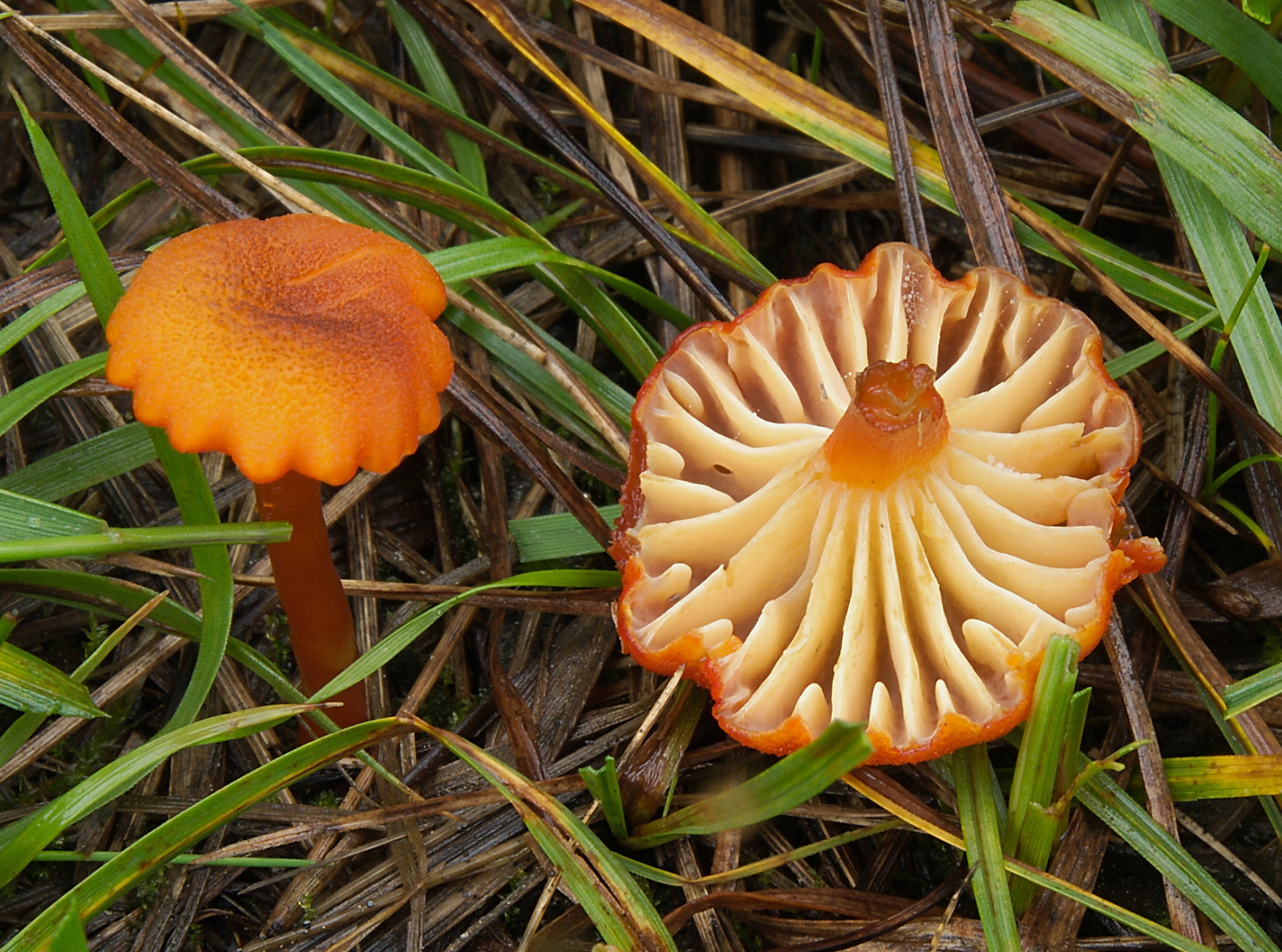
Hygrocybe coccineocrenata
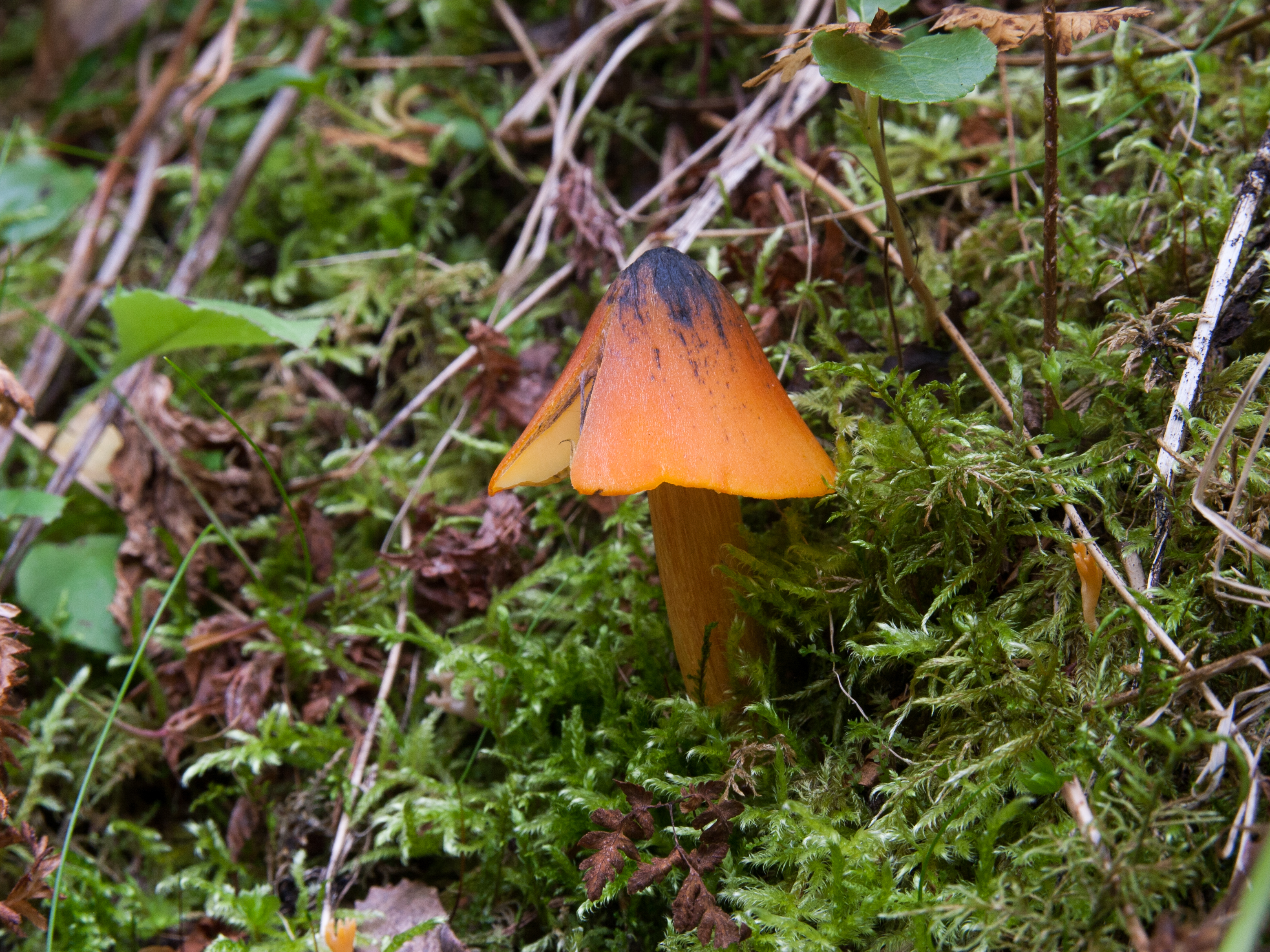
!!Hygrocybe conica!!
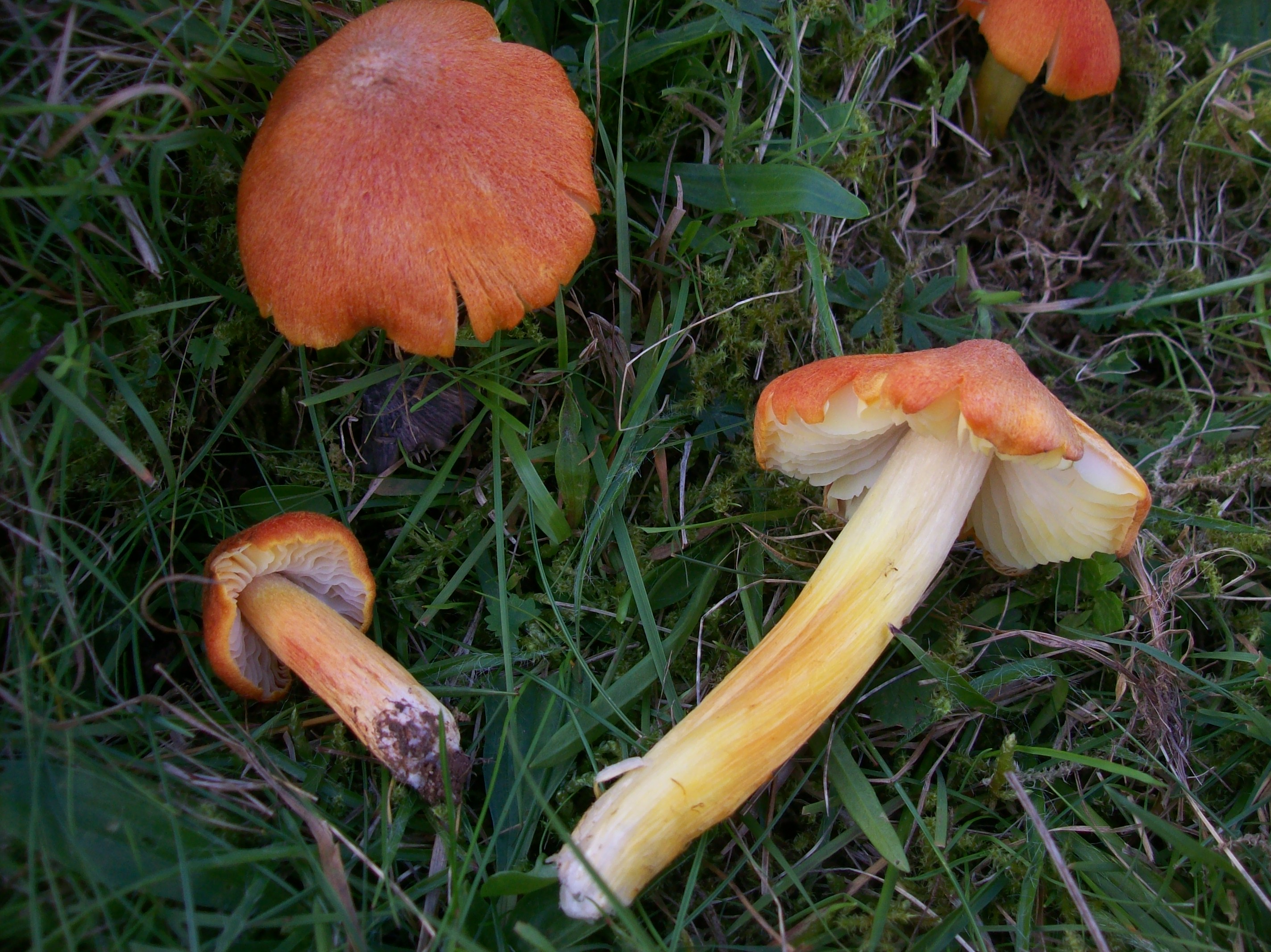
Hygrocybe intermedia
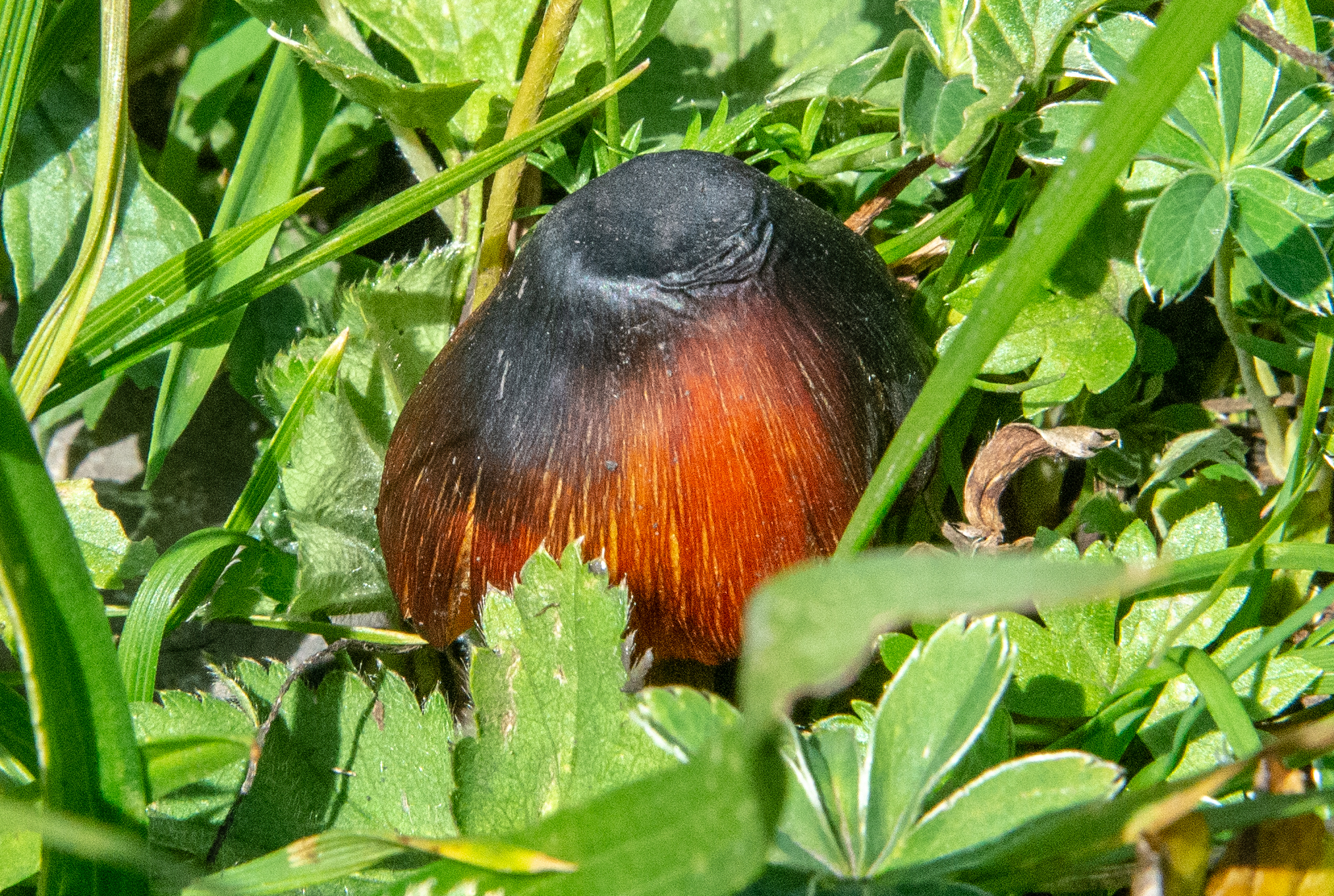
!!Hygrocybe nigrescens!!
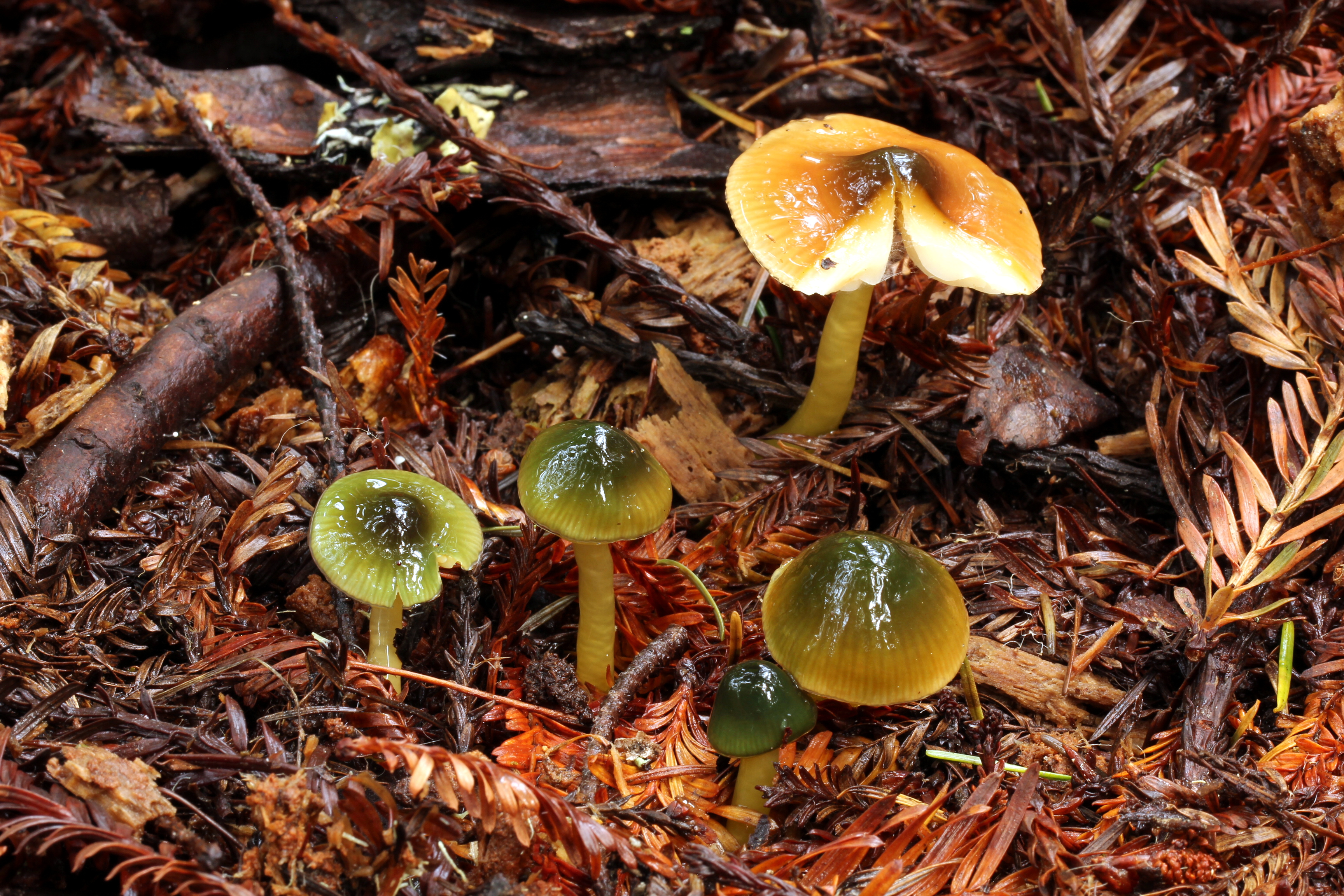
Hygrocybe psittacina sin. Gliophorus psittacinus

## Valorificare
Specia este comestibilă, dar nu de valoare mare culinară. Se potrivește în bucătărie cel mai bine ca adăugare la o mâncare de alte ciuperci. Din cauza apariției din ce în ce mai rare, buretele ar trebui fi cruțat și lăsat la loc.